# Schistidium subconfertum
Schistidium subconfertum là một loài Rêu trong họ Grimmiaceae. Loài này được (Broth.) Deguchi mô tả khoa học đầu tiên năm 1978.